# Colima colima
Colima colima är en spindelart som beskrevs av Rudy Jocqué och Léon Baert 2005. Colima colima ingår i släktet Colima och familjen Zodariidae. Inga underarter finns listade i Catalogue of Life.